# 프리아 퍼거슨
프리아 퍼거슨(Priah Ferguson, 2006년 10월 1일 ~ )은 미국의 배우이다.

## 출연 작품

### 텔레비전
- 기묘한 이야기 (2016-현재) - 에리카 싱클레어 역